# Michel Casella
Michel Ángel Casella oder Miguel Ángel Casella (* 15. Februar 1940) ist ein ehemaliger argentinischer Judoka.
1964 stand der Judosport erstmals auf dem olympischen Programm. Bei dem olympischen Turnier in Tokio gab es im Schwergewicht fünf Gruppen mit je drei Kämpfern, aus denen jeweils der Sieger in die Finalrunde aufstieg. Michel Casella gewann kampflos (durch Fusen-gachi) gegen den Malayen Teck Bee Ang, verlor aber gegen den späteren Olympiasieger Isao Inokuma durch einen Schulterwurf. Er wird gemeinsam mit den anderen Gruppenzweiten als Sechster im Schwergewicht geführt.